# Hôtel de Ville (Épinay-sur-Seine)

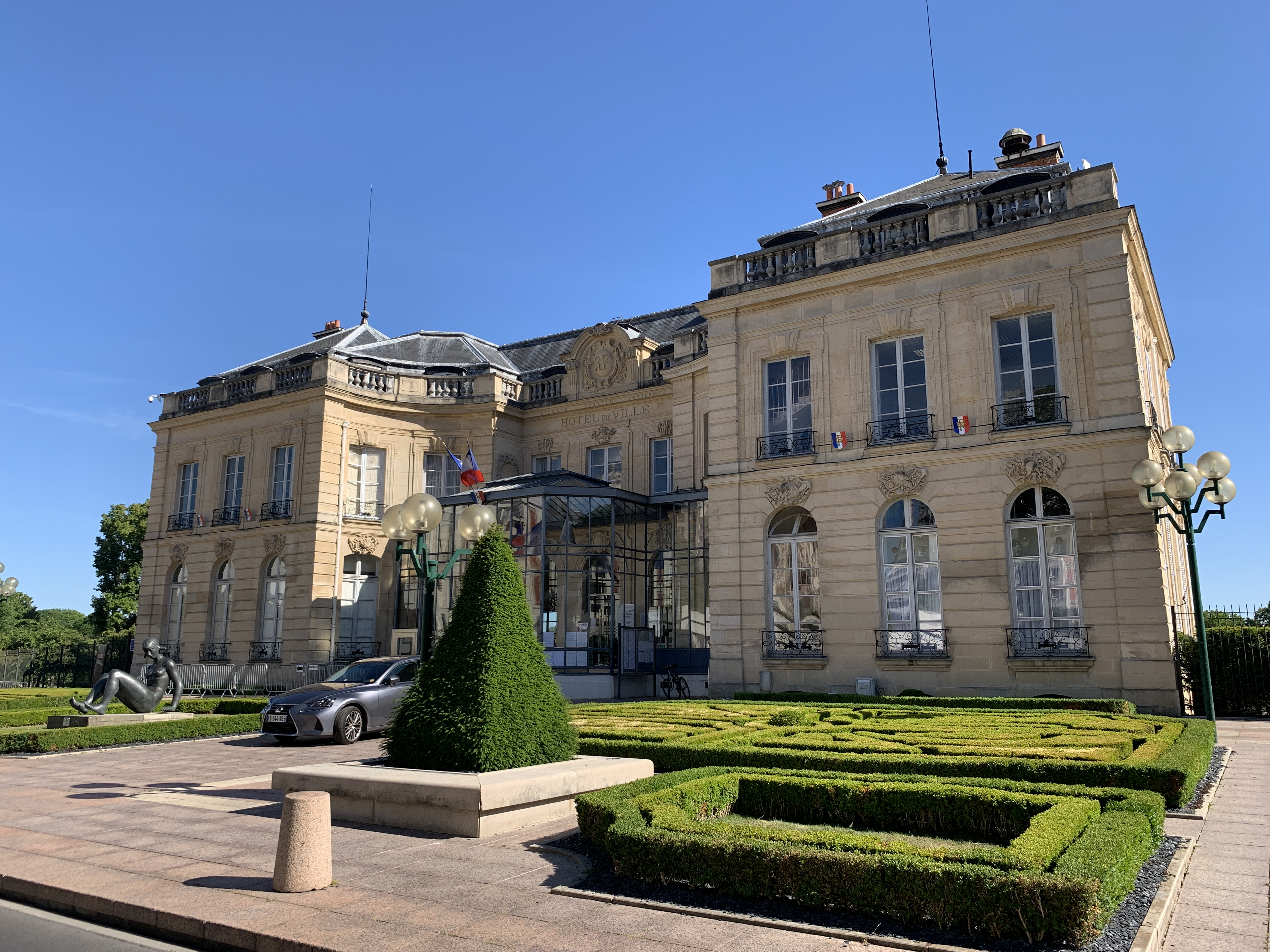
Hôtel de Ville in Épinay-sur-Seine

Das Hôtel de Ville (deutsch Rathaus) in Épinay-sur-Seine, einer französischen Stadt im Département Seine-Saint-Denis in der Region Île-de-France, wurde von 1756 bis 1760 errichtet. Das Hôtel de Ville an der Rue Quétigny, mit Blick von der Gartenseite zur Seine, steht seit 1987 als Monument historique auf der Liste der Baudenkmäler in Frankreich.
Der zweigeschossige Bau wurde ursprünglich als Wohnhaus für die Familie des Marquis du Terrail errichtet. Von 1881 bis 1889 fanden umfangreiche Umbaumaßnahmen unter der Leitung des Architekten William Bouwens van der Boijen für den neuen Besitzer Francisco de Asís de Borbón statt, der hier im Exil lebte.
Im Jahr 1906 kaufte die Gemeinde das Gebäude, um darin die Verwaltung einzurichten. Der Festsaal wurde 1911 neu ausgestaltet. Viele Details der Innenausstattung des ehemaligen Wohnhauses blieben erhalten.